# L'última Cena (El Greco, Bolonya)
La Santa Cena o L'última Cena, és una obra atribuïda a El Greco, que constitueix una excepció dins el seu corpus artístic, perquè no es coneix cap altra obra seva, d'aquesta temática.

## Tema
La Santa Cena és un dels episodis cabdals del Nou Testament, perquè durant aquest sopar Jesús va instituir l'Eucaristia.［Jn 13:15-35］［Mc 14:22-24］［Lc 22:19-20］

## Anàlisi
Pintura a l'oli, sobre taula; 43 x 52 cm.; circa 1568; Pinacoteca Nazionale di Bologna, Bolonya.
Rodolfo Pallucchini sitúa aquesta obra poc abans del Tríptic de Módena. Harold Wethey reconeix que es tracta d'una peça interessant, però no creu que sigui obra d'El Greco. La cortina de color verd fosc de la part superior, i el paviment de rajoles de colors rosa i gris, determinen el colorit d'aquesta taula. Sobre les estovalles blanques, hi ha diversos plats, gerros i copes de plata.
Fernando Marías inclou aquesta taula dins l'etapa veneciana d'El Greco, i hi remarca la influència de L'Ùltima Cena de Tintoretto a l'església de San Marcuola, a Venècia,